# Trierer Weinversteigerung
Die Trierer Weinversteigerung ist ein fiktiver juristischer Lehrbuchfall, der sich mit dem Problem des fehlenden Erklärungsbewusstseins bei Abgabe einer Willenserklärung auseinandersetzt.

## Geschichte
Der Fall wurde von Hermann Isay in seinem Buch Die Willenserklärung im Tatbestande des Rechtsgeschäfts in die Diskussion gebracht. Isay war zur Zeit der Abfassung seines Buches Rechtsreferendar in Trier.

## Fallkonstellation
Der ortsunkundige K besucht eine Weinversteigerung in Trier. Auf dieser Versteigerung werden Gebote durch Handheben abgegeben. Als der K den befreundeten B entdeckt, winkt er ihm zu. Der Auktionator erteilt dem K daraufhin den Zuschlag für den aktuell aufgerufenen Posten Wein zum aktuell aufgerufenen Preis. Den Wein verkauft der Auktionator dabei für V. Der V verlangt daraufhin von K die Zahlung des Kaufpreises.

## Rechtliche Bewertung
Die Lösung des Falls hängt davon ab, ob zwischen K und V ein wirksamer Kaufvertrag über den Wein zustande gekommen ist. Nur dann besteht auch ein Anspruch auf Zahlung des Kaufpreises. Das Zustandekommen eines Vertrages setzt gemäß §§ 145 ff. BGB voraus, dass inhaltlich übereinstimmende Willenserklärungen der jeweiligen Vertragsparteien vorliegen. Fraglich ist insbesondere, inwiefern es sich bei dem Winken des K um eine Willenserklärung handelt.
Eine Willenserklärung setzt sich aus einem äußeren und einem inneren Erklärungstatbestand zusammen. Aus der Perspektive eines außen stehenden objektiven Betrachters, der die Gebräuche der Auktion kennt, lässt sich auf eine fehlerfreie Willenserklärung des K schließen. Der innere Erklärungstatbestand ist hingegen nicht vollständig vorhanden. Dem K fehlt hier das Erklärungsbewusstsein: Ihm war nicht bewusst, eine rechtlich erhebliche Erklärung abzugeben, vielmehr wollte er nur dem befreundeten B zuwinken.
Die Lösung dieser Frage ist in der Rechtswissenschaft umstritten. Nach einer Ansicht kommt es allein darauf an, was der Erklärende gewollt hat. Ihr zufolge liegt in diesem Fall keine Willenserklärung vor, da sonst die Privatautonomie verletzt sei.
Nach der herrschenden Meinung, für die der Gesichtspunkt der Rechtssicherheit ausschlaggebend ist, genügt bereits das potenzielle Erklärungsbewusstsein. Es ist also auf das äußere Verhalten abzustellen, selbst wenn es sich nicht mit der Vorstellung des Erklärenden deckt. Danach ist die Willenserklärung wirksam, aber analog §§ 119 ff. BGB anfechtbar, der Anfechtende aber gegebenenfalls zum Schadensersatz gemäß § 122 BGB verpflichtet.
Auch die Rechtsprechung differenziert danach, ob der Erklärende erkennen konnte, dass seine Handlung als Willenserklärung verstanden werden musste. Der Bundesgerichtshof formuliert so:

„Trotz fehlenden Erklärungsbewusstseins (Rechtsbindungswillens, Geschäftswillens) liegt eine Willenserklärung vor, wenn der Erklärende bei Anwendung der im Verkehr erforderlichen Sorgfalt hätte erkennen und vermeiden können, dass seine Äußerung nach Treu und Glauben und der Verkehrssitte als Willenserklärung aufgefasst werden durfte, und wenn der Empfänger sie auch tatsächlich so verstanden hat.“

Da K im Fall der Trierer Weinversteigerung bei Anwendung der erforderlichen Sorgfalt hätte erkennen können, dass man das Heben der Hand in der Auktion als Gebot auffassen wird, ist seine Willenserklärung nach der herrschenden Meinung wirksam, aber gem. §§ 119 ff. BGB anfechtbar. K kann sich durch Anfechtung zwar vom Vertrag lösen, muss jedoch gem. § 122 BGB den so genannten Vertrauensschaden ersetzen, falls ein solcher entstanden ist (z. B. weil die Flasche nicht sofort an eine andere Person versteigert werden konnte).